# 皮德馬諾韋

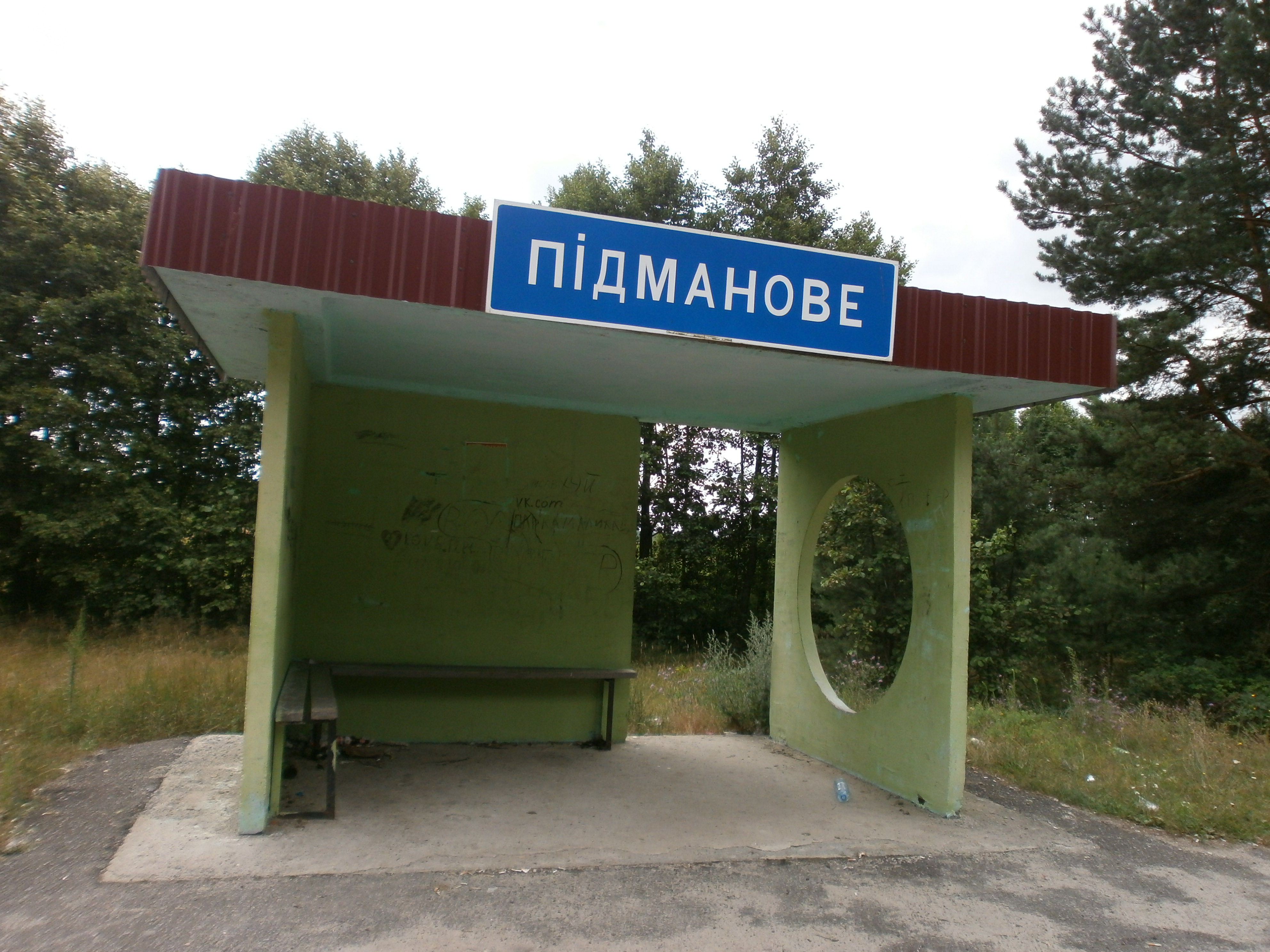

皮德馬諾韋（烏克蘭語：Підманове），是烏克蘭的村落，位於該國西部沃倫州，由科韋利區負責管轄，面積0.47平方公里，海拔高度167米，2001年人口472，人口密度每平方公里1,004.26人。
51°28′2″N 23°48′34″E / 51.46722°N 23.80944°E